# شاركتوبوس
شاركتوبوس (بالإنجليزية: Sharktopus)‏ هو فيلم خيال علمي من إنتاج روجر كورمان ومن إخراج ديكلان أوبريان.

## قصة الفيلم
أسست بحرية الولايات المتحدة مجموعة تعرف بأسم «مياه الزرقاء» لصنع مخلوق بالتعديل الوراثي نصفه قرش ونصفه أخطبوط للقتال.

## طاقم التمثيل
- إريك روبرتس
- كرم بورسين

## روابط خارجية
- شاركتوبوس على موقع IMDb (الإنجليزية)
- شاركتوبوس على موقع روتن توميتوز (الإنجليزية)
- شاركتوبوس على موقع نتفليكس (الإنجليزية)
- شاركتوبوس على موقع ألو سيني (الفرنسية)
- شاركتوبوس على موقع Turner Classic Movies (الإنجليزية)
- شاركتوبوس على موقع أول موفي (الإنجليزية)
- شاركتوبوس على موقع قاعدة بيانات الفيلم (الإنجليزية)
- شاركتوبوس على موقع ليتربوكسد (الإنجليزية)
- شاركتوبوس على موقع كينوبويسك (الروسية)